# عضرفوط سينائي
العَضْرَفُوط السينائيّ أو الحرذون السينائي (الاسم العلمي: Agama sinaita) هو أحد أنواع العضارف واسعة الانتشار في المنطقة المحيطة بالبحر الأحمر وجوارها.
يصل طول هذه السحليَّة إلى حوالي 25 سنتيمترًا (9.8 إنشات)، ويُشكِّلُ الذيل وحده ثُلثيّ الجسم كاملًا. الذيل والقوائم طويلةٌ للغاية، كما أنها نحيفة وتسمح للحيوان أن يتسلَّق الأشجار والصخور ببراعة شديدة، وأن يعدو بسرعةٍ فائقة. يتمتع هذا الحرذون بميزة تجعله مختلفًا عن أعضاء جنس الحراذين (باللاتينية: Agama)، ألا وهي أنَّ الأصبع الوسطى (الثالثة) هي الأطول بين كل أصابعها، بدلًا من الرابعة كما هو شائع عند الحراذين النمطيَّة.
تنشط هذه الحراذين خلال النهار، وتقتات على الحشرات وغيرها من اللافقاريَّات وعلى النباتات. خلال موسم التزاوج تكتسي الذكور بلونٍ أزرق لامع تجتذب عبره الإناث. أمَّا الأخيرة فيظهر على جلدها قليلٌ من البقع الخمريَّة.

## الانتشار
يُمكن العثور على الحرذون السينائي في الدول التالية: جنوب شرق ليبيا، وشرق مصر، وفلسطين، والأردن، وسوريا، والسعودية، والإمارات العربية المتحدة، وسلطنة عُمان، وشرق السودان، وأثيوبيا، وإيريتريا، وجيبوتي.

## السُلالات
وفقًا لقاعدة بيانات الزواحف على شبكة الإنترنت، هناك سُلالتان من الحرذون السينائي هما:
- السُلالة السينائيَّة (الاسم العلمي: Pseudotrapelus sinaitus sinaitus)
- السُلالة الورنريَّة أو سُلالة ورنر (الاسم العلمي: Pseudotrapelus sinaitus werneri)